# Мері Дженнінґз Геґар
Мері «Ем Джей» Дженнінґс Геґар (англ. Mary Jennings Hegar, при народженні фон Штейн; 1976) — американська військовичка, підприємиця, освітянка й політична діячка. Ветеранка Повітряних сил США, учасниця війни в Афганістані, у 2017 році вона опублікувала про це мемуари «Стріляй, як дівчисько». Геґар подала до суду на Повітряні сили для скасування політику виключення жінок з бою. У 2017 році Геґар стала кандидаткою від демократів у Палату представників США в 31-му окрузі Техасу, однак поступилася 3 % республіканцю Джону Картеру.

## Раннє життя та освіта
Коли їй виповнилося 7 років, її мати Ґрейс переїхала з Мері та її сестрою з Ферфілда, штат Коннектикут, у Сідар-Парк, штат Техас, оскільки батько чинив домашнє насильство проти всіх із них. :16 Геґар виросла у Сідер-Парку; Коли їй було 10, її мати одружилася з ветераном В'єтнаму Девідом Дженнінґсом. :14–15
Геґар відвідувала початкову школу Faubion в Сідар-Парку і закінчила Леандерську середню школу у місті Леандер, Техас. Була президентом класу, в команді чирлідерів, грала у різні види спорту, у тому числі футбол.
У 1999 році Геґар здобула ступінь бакалавра в Техаському університеті в Остіні, де вивчала кримінологію, соціологію, філософію та світові релігії. Студенткою Геґар була заступницею командира загону 825 AFROTC і заступником командувача Арнольдського авіатовариства. У 2015 році Геґар завершила навчання у Leadership Austin Essential Class. У 2016 році отримала диплом Executive MBA, також у Техаському університеті в Остіні.

### Військова освіта
- Школа виживання, ухилення, опору та уникнення[en] (SERE)[4]
- Школа польотів

## Кар'єра

### Військова
У грудні 1999 року Геґар потрапила у ВПС США через навчальний корпус офіцерів резерву (ROTC) у Техаському університеті. З квітня 2000 року по березень 2004 року Геґар проходила активну службу на обслуговуванні літаків. Спочатку вона перебувала на базі ВПС «Місава» у Місаві, префектура Аоморі, в північній частині острова Хонсю у Японії. Вона також перебувала в базі ВПС «Вайтмен» поблизу Ноб-Ностера, штат Міссурі, на схід-південний схід від Канзас-Сіті. У Вайтмені Геґар працювала на літаках F-16 Fighting Falcon та B-2 Stealth Bomber. Її кар'єра в обслуговуванні завершилася визнанням її Фахівцем року 2003.
У 2004 році Геґар обрали для підготовки пілотів від Повітряних сил Національної гвардії. Завершивши навчання однією з найкращих в класі, вона відслужила два строки в Афганістані, беручи участь у бойових пошуково-рятувальних операціях понад 100 місій, а також у місіях медевакуації як пілотеса вертольота. Будучи членкинею Каліфорнійських повітряних сил Національної гвардії, Геґар працювала пілотесою і тренеркою в групі з протидії наркотикам в Сан-Хосе (Каліфорнія) з 2007 по 2011 рік.
На додаток до служби в Афганістані під час операції «Нескорена свобода» — Афганістан, Геґар літала у місіях зі знищення марихуани, гасіння лісових пожеж водою, евакуації вцілілих від ураганів, і врятувала багатьох цивільних під час пошуково-рятувальних місій у Каліфорнії та на морі.
29 липня 2009 року, під час свого третього відрядження в Афганістан, Геґар (позивний Pedro 15), була збита на медевакуаційній місії поблизу Кандагара і зазнала поранення під час сутички з талібами. Вона працювала однією з пілотів бойового пошуково-рятувального вертольота, забираючи поранених солдатів з активного поля бою. Наземні війська талібів розстріляли вертоліт, і Геґар зазнала поранення шрапнеллю в руку і ногу. Попри поранення, Геґар та її пілот змогли врятувати солдатів, але під подальшим сильним вогнем вертоліт був змушений сісти. Гелікоптери армії США змогли врятувати Геґар і її команду та інших солдатів, і по дорозі з поля бою Геґар ще відстрілювалася з вертольота в бік повстанців.
У грудні 2009 року Геґар удостоєна Пурпурного серця. Її дії на цій місії принесли їй Хрест льотних заслуг з емблемою «V» у 2011 році. Геґар стала однією з небагатьох жінок, які отримали цю медаль після Амелії Ергарт. У 2016 році в презентації на TEDx Talks Геґар дуже детально описала місію 2007 року з евакуації дитини.
Через посилення обмежень згідно з політикою виключення жінок з бою, а також через медичну дискваліфікацію від польотів внаслідок серйозної травми спини, отриманої під час місії 2009 року, Геґар перейшла з Повітряних сил Національної гвардії і стала зв'язковою резервісткою.

### Інша робота
Геґар переїхала до Остіна в 2010 році і до 2015-го працювала програмною менеджеркрю в Seton Healthcare Family. З 2015 по 2017 рік працювала консультанткою у Dell Computers.
Геґар викладала в Школі бізнесу Мак-Комбса Техаського університету в Остіні, а також на військовій кафедрі та відділі жіночих студій Техаського університету. Була менторкою курсантів в університеті і працювала в Консультативному комітеті AFROTC.
Працювала виконавчою тренеркою і консультанткою. Геґар пише і виступає з публічними доповідями про свій досвід у військовій сфері та боротьбу за підвищення військової готовності через рівність.[джерело?]

### Мемуари
У березні 2017 року у видавництві Berkley Books вийшли її мемуари «Стріляй, як дівчисько». У 2016 році було оголошено, що права на екранізацію книги цікавлять TriStar Pictures, і повідомлялося про переговори з Ангеліною Джолі на головну роль.

### Політика
6 липня 2017 року Геґар оголосила, що подає свою кандидатуру на номінацію від Демократичної партії в Палату представників США від 31-го округу Техасу. Геґар виграв демократичну номінацію. На виборах у листопаді 2018 року вона поступилася Джону Картеру трьома відсотками голосів. Геґар сказала, що вважає, що політичні лідери цього округу мають більше відповідати населенню, яке вони представляють, і зазначила, що в окрузі більше військового персоналу, ніж у 97 % округів решти країни.
У червні 2018 року Геґар випустила коротку політичну рекламу під назвою «Двері», яка описувала її кар'єру в армії, у тому числі її поранення в Афганістані. Відео стало вірусним і привернуло увагу знаменитостей, зокрема Ліна-Мануеля Міранди.

## Особисте життя
У 2011 році Мері Дженніґс одружилася з Брендоном Геґаром, якого знала з середньої школи. Вона та її сім'я живуть у місті Раунд-Рок, штат Техас, поблизу Остіна. Має двох синів, а також пасинків від попереднього шлюбу чоловіка.
У Геґар є багато татуювань, які виразно фігурували в її рекламному відеоролику «Двері». Геґар сказала Меґін Келлі під час інтерв'ю в передачі Today Show, що татуювання вишневого цвіту на плечі було способом приховати шрам від шрапнелі — і зробити рану красивою. У відео також йшлося про домашнє насильство з боку батька проти Геґар та її мати і сестри, коли вона була малою.

## Відзнаки та нагороди
- 2008: Каліфорнійський авіатор року
- 2009: Пурпурне серце[17]
- 2009: Льотчик року від Асоціації ВПС[en][37]
- 2011: Хрест льотних заслуг з емблемою V[22] (разом з іншими членами команди)
- 2013: Провідні глобальні мислителі 2013 року (разом із Зої Беделл, Колін Фаррелл та Дженніфер Гант)[38]
- 2015: Зала слави Фонду жінок-військових
- 2017: почесний доктор громадських справ, коледж Меррімак[en][39]
- 2018: Відзнака за виняткову службу, Американський Червоний Хрест Нью-Йорк Північ[40]
- Повітряна медаль з чотирма дубовими листками
- Похвальна медаль ВПС з одним дубовим листком
- Медаль за службу національній обороні
- Медаль за кампанію в Афганістані з однією бойовою зіркою
- Медаль за гуманітарну допомогу
- Нашивка влучного стрільця

## Праці та публікації
- Hegar, Major Mary Jennings (27 листопада 2012). Women Warriors Are On the Battlefield. Eliminate Outdated, Unfair Military Combat Exclusion Policy. American Civil Liberties Union (англ.).
- Hegar, Mary Jennings (14 грудня 2012). Letters to the Editor: Breaking into the military's 'band of brothers'. The Washington Post (англ.). — in response to retired Army Major General Robert H. Scales opinion piece of 6 Dec 2012 in The Washington Post
- Hegar, Mary Jennings (15 лютого 2013). Making a case for females on the front lines. Houston Chronicle.
- Hegar, Mary Jennings (2016). Shoot Like a Girl: One Woman's Dramatic Fight in Afghanistan and on the Home Front (англ.). New York: Berkley, an imprint of Penguin Random House LLC. ISBN 978-1-101-98845-9. OCLC 935676913.
  - Мері Дженнінґз Геґар (2017). Стріляй, як дівчисько (укр.). «Клуб сімейного дозвілля». ISBN 978-617-12-4169-5.

## Подальше читання
- MacKenzie, Megan H. (2015). 2. The disintegration of the combat exclusion in Iraq and Afghanistan: Legal challenges. Beyond the Band of Brothers: The US Military and the Myth That Women Can't Fight. Cambridge, England: Cambridge University Press. с. 58—63. ISBN 978-1-107-62810-6. OCLC 914235926.
- Hagar, Mary Jennings (28 квітня 2016). Follow Your Heart Because It Knows You Best: Major Mary Jennings "MJ" Hegar at TEDxGreatHillsWomen (Video). TEDx Talks.
- Gross, Terry; Hegar, Mary Jennings (2 березня 2017). A Purple Heart Warrior Takes Aim At Military Inequality In 'Shoot Like A Girl' (Audio interview includes partial transcript). Fresh Air (англ.). NPR.
- Kurková, Karolína (introduced by); Lane, Diane (narrated by) (26 лютого 2018). MJ Hegar at American Valor (Video). American Veterans Center. — starts at 1:15